# Инактивированная вакцина
Инактиви́рованная вакци́на (или уби́тая вакци́на) состоит из микробных частиц, которые выращены в культуре, а затем были убиты при помощи метода термической обработки либо воздействием клеточного яда (формальдегида). Данные микроорганизмы выращиваются в контролируемых лабораторных условиях для снижения антигенности и являются неинфекционными (не способными вызвать заболевание). Для выработки иммунитета необходимо введение больших доз, применение адъювантов и многократных туров вакцинопрофилактики. Инактивированные вакцины противопоставляют аттенуированным или «живым» ослабленным вакцинами.

## Принцип метода
В процессе производства вакцины вирусные частицы разрушаются и впоследствии не могут самовоспроизводиться, однако вирусные капсидные белки достаточно сохранны, чтобы быть распознанными иммунной системой реципиента и вызвать ответную реакцию. Если технология производства строго соблюдается, то такая вакцина не способна вызвать инфекционное заболевание. Тем не менее, ненадлежащая инактивация может привести к сохранению целости инфекционных частиц. Поскольку вакцина является убитой, она не способна обеспечить надлежащим образом выработку иммунитета — необходимо периодически усиливать иммунный ответ многократным повторным её введением.

## Свойства
Характеризуя свойства вакцин, необходимо указать на то, что эпидемиологическая эффективность инактивированных (убитых) вакцин сравнима с живыми. При этом отмечается ряд отличий между этими видами вакцин, которые оказывают существенное влияние на иммунологическую характеристику, стойкость и длительность вырабатываемого иммунитета.

### Преимущества перед живыми вакцинами
- не вызывают вакциноассоциированных заболеваний;
- индуцируют гуморальный и, возможно, клеточный иммунитет;
- иммунитет менее напряжённый, чем вызываемый живыми вакцинами.

### Потенциальные проблемы
- недостаточная инактивация вируса;
- разрушение вакцины при замораживании;
- необходимо проведение бустерной вакцинации;
- наличие в составе адъювантов (например, гидроксид алюминия) и стабилизаторов (желатин, сорбитол);
- повышен риск развития аллергических реакций.

## Примеры инактивированных вакцин
- вирусные: вакцины против полиомиелита (вакцина Солка, ИПВ, ПИПВЭ им. М.П. Чумакова[2]) и 3-х и 4-х валентные вакцины против гриппа (Гриппол® плюс, Гриппол® Квадривалент, Инфлювак,   Ваксигрип)[3];
- бактериальные: вакцины против тифа, холеры, чумы, коклюшная цельноклеточная вакцина[3], конъюгированная вакцина против гемофильной инфекции, а также анатоксины (дифтерийный, столбнячный)[1].